# Kho tàng của vua Solomon (phim 1950)
Kho tàng của vua Solomon (tiếng Anh:King Solomon's Mines) là bộ phim điện ảnh Mỹ, do Compton Bennett đạo diễn, giành 2 giải Oscar. Đây là một bộ phim chuyển thể từ tiểu thuyết cùng tên của Henry Rider Haggard. Có nhiều phiên bản khác nhau, nhưng phiên bản này được coi là thành công nhất, thu về 10 triệu đô la tại phòng vé.

## Diễn viên
- Deborah Kerr as Elizabeth Curtis
- Stewart Granger as Allan Quatermain
- Richard Carlson as John Goode
- Hugo Haas as Van Brun a.k.a. Smith
- Lowell Gilmore as Eric Masters, District Commissioner
- Kimursi as Khiva, Chief Bearer in Red Fez (as Kimursi of the Kipsigi Tribe)
- Siriaque as Umbopa, Tall Prince-in-Exile
- Sekaryongo as Chief Gagool, Witch-like Guide to Diamond Mines
- Baziga as King Twala, Usurper (as Baziga of the Watussi Tribe)